# Bernard Springer
Jacobus Bernardus (Bernard) Springer (Brielle, 1 augustus 1854 – Laren (Noord-Holland), 3 februari 1922) was een Nederlands architect.
Hij was zoon van de opzichter bij Rijkswaterstaat en latere architect Willem Springer en Maria Anna Bijlager. Zijn broers Jan en Piet Springer waren eveneens architect. Hij trouwde in 1899 met Rosa Gernbacher.
Bernard Springer was jarenlang verbonden aan de Dienst der Publieke Werken afdeling Gebouwen. Hij werd in de loop der jaren chef van de afdeling. Zijn rol was uitgespeeld toen na 1905 er een frisse wind waaide op de PW met nieuwe chef A.W. Bos (vanaf 1907) en architecten als Jo van der Mey (vanaf 1911).
Bernard Springer was betrokken bij de bouw van de Stadsschouwburg Amsterdam, de handelsschool aan het Raamplein 1,  het laboratorium op Mauritskade 57, Amsterdam, een renovatie van Herengracht 474 als ook het Grafmonument Bosboom-Toussaint.